# Freetime
Freetime è il quinto album in studio del gruppo musicale statunitense Spyro Gyra, pubblicato nel luglio 1981.
Il disco è stato classificato al primo posto dalla rivista settimanale statunitense Billboard per la categoria Jazz Albums.

## Tracce
1. Freetime (Tom Schuman, Eli Konikoff) – 6:03
2. Telluride (Jay Beckenstein) – 5:18
3. Summer Strut (Jeremy Wall) – 5:07
4. Eulogy for Trane (Jeremy Wall) – 4:35
5. Pacific Sunrise (Tom Schuman) – 7:53
6. Amber Dream (Jay Beckenstein) – 5:07
7. String Soup (Jim Kurzdorfer) – 4:28

## Formazione
- Jay Beckenstein – sassofoni e percussioni
- Chet Catallo – chitarra
- Eli Konikoff – batteria
- John Tropea – chitarra
- Jeremy Wall – tastiere e percussioni
- David Woffern – basso